# Melampyrum barbatum
Melampyrum barbatum  (лат.) — однолетнее травянистое растение, вид рода Марьянник (Melampyrum) семейства Заразиховые (Orobanchaceae).

## Ботаническое описание
Однолетнее травянистое растение высотой от 15 до 35 сантиметров. От 6 до 8 пар листьев узколанцетной формы шириной от 3 до 8 миллиметров. Корневище с длинными подземными побегами. Стебель прямостоячий, мягкоопушенный, неветвистый или разветвленный. Период цветения в Северном полушарии — с мая по июль. Гермафродитные цветки зигоморфные с двойным околоцветником. Чашечка густо опушённая. Зубцы чашечки примерно такой же длины, как трубка венчика, и имеют ости 2-3 миллиметра длиной. Одноцветный бледно-жёлтый венчик длиной от 20 до 25 миллиметров, двугубый. Нижняя губа с изогнутым краем отходит от верхней, оставляя открытым устье венчика. Плод — яйцевидная двухгнездная коробочка.

## Распространение и экология
Редкие экземпляры обнаружены только в районах к югу от Альп и Карпат. Популяции произрастают в Австрии, Венгрии, Румынии, Албании и Италии. В Чехии вид занесён в Красную книгу, а в Австрии он считается находящимся под критической угрозой исчезновения. В Германии считается неустойчивым неофитом.
Вид процветает на сухих пастбищах.

## Систематика
Вид был впервые научно описан в 1800 году Францем Адамом фон Вальдштейном и Паулем Китайбелем в книге «Species Plantarum. Editio Quarta. Berolini».
Существует два подвида Melampyrum barbatum:
- Melampyrum barbatum subsp. barbatum Waldst. & Kit. ex Willd. — встречается в Австрии, Чехии, Словакии, Венгрии, бывшей Югославии и Румынии. Согласно GBIF является не подвидом, а синонимами вида[6].
  - = [syn. Melampyrum barbatum subsp. filarszkyanum (Soó) Soó]
  - = [syn. Melampyrum barbatum subsp. kitaibelii (Soó) Soó]
- Melampyrum barbatum subsp. carstiense Ronniger — встречается в Австрии, Италии, Хорватии, Словении и Албании. Согласно GBIF является не подвидом, а отдельным видом[6].
  - = [syn. Melampyrum carstiense (Ronniger) Fritsch]
  - = [syn. Melampyrum barbatum subsp. tergestinum O.C.Dahl]